# Cliodynamica
Cliodynamica is een multidisciplinair onderzoeksgebied, waarin methodes en concepten gecombineerd worden van de culturele evolutie, de economische geschiedenis en cliometrie, macrosociologie, wiskundige modellen van historische processen in de longue durée, en de analyse van historische databases. Cliodynamica beschouwt de geschiedenis als een wetenschap, waarin theorieën worden ontwikkeld om dynamische processen te verklaren zoals de opkomst en het verval van imperia, demografische groei en verval, de verspreiding of verdwijning van religies, of burgeroorlogen. Deze theorieën worden dan omgezet in wiskundige modellen, waarvan de uitkomsten worden getoetst aan feitelijke gegevens. Een van de belangrijkste instrumenten daarvoor is de analyse van omvangrijke databases met historische en archeologische informatie.

## Ontstaan
Het woord cliodynamica bestaat uit clio- en dynamica. In de Griekse mythologie is Clio de muze van de geschiedschrijving. De dynamica bestudeert hoe fenomenen veranderen als gevolg van krachten die erop inwerken.
De term werd in 2003 geïntroduceerd door Peter Turchin. Het concept is ook terug te vinden in het werk van wetenschappers en filosofen zoals Ibn Khaldun, Alexandre Deulofeu, Jack Goldstone, Sergey Kapitsa, Randall Collins, John Komlos en Andrej Korotajev.